# 中国货币史 (彭信威)
《中国货币史》是中国著名金融学家、钱币学家彭信威的代表作。
该书于1954年由群联出版社出版，1958年大幅度修改后的第二版由上海人民出版社出版，1962年增订稿完成，并于1965年出版第三版。